# 源頼定
源 頼定（みなもと の よりさだ）は、平安時代中期の公卿。村上天皇の第四皇子である一品式部卿・為平親王の次男。官位は正三位・参議。

## 経歴
頼定の父である為平親王は冷泉天皇のすぐ下の同母弟であった。しかし、母の中宮・安子と外祖父の右大臣・師輔を早くに喪った上、舅の源高明が外戚として勢威を振るうのを恐れた藤原氏によって、冷泉天皇の皇太弟には為平親王を飛び越えての同母弟・守平親王（のちの円融天皇）が選ばれたため、失意の日々を送った不運の皇族である。為平親王の子息は一斉に臣籍降下したが、頼定はその次男にあたる。
一条朝初頭の永祚2年（990年）二世王の蔭位により従四位下に初叙され、正暦3年（992年）弾正大弼に任ぜられる。中関白家と親しく、長徳2年（996年）長徳の変が発生し内大臣・藤原伊周や中納言・藤原隆家が左遷された際、頼定も連座して勅勘を蒙った。間もなく許されたらしく、長徳4年（998年）右近衛中将に任官。その後は、長保3年（1001年）従四位上・左近衛中将、寛弘2年（1005年）蔵人頭（頭中将）と順調に昇進し、寛弘6年（1009年）参議に任ぜられ公卿に列した。
しかし、参議昇進以降、三条朝にかけて昇進が止まり、伊予権守を兼官するのみであった。三条天皇の東宮時代の妃である藤原綏子と通じていたため、三条朝では昇殿が許されなかったためという（『大鏡』、後述）。
長和5年（1016年）後一条天皇が践祚すると、頼定は従三位次いで正三位と続けて昇叙される。後一条朝では議政官として勘解由長官・左兵衛督・検非違使別当を兼ねた。寛仁元年（1017年）末頃より体調を崩し、寛仁4年（1020年）6月8日に病気（腫瘍）のため出家、同11日に薨去。享年44。

## 逸話
- 『枕草子』において頼定は「宮の中将」「源中将」と呼ばれ、「かたちよき公達」の代表に挙げられる
- 後世の碩学として名高い大江匡房は、著書の中で、頼定を雲客（殿上人）の項目の4人の中の1人に揚げており[2]、この事から頼定は公卿として相応の評価を受けていた事が窺える。
- 和歌は不得意だったようだが、漢詩や朗詠や弓術や蹴鞠などの一般的な殿上人の教養はこなせていた[3]。

## 女性関係
頼定は、時期は不明だが越中守・橘輔政の女を娶り、この二人の間には一男・源定季が生まれている。しかしこの正室について知られていることは少なく、頼定の女性関係はむしろ彼が起こした2件の密通騒動に詳しい。
弾正大弼であった頼定は、東宮・居貞親王（後の三条天皇）の尚侍・藤原綏子と情を通じてこれを孕ませてしまっている。覚えのない綏子の懐妊を疑わしく思った居貞が綏子の異母兄・道長に命じてその事実関係を確認させたところ、やはり間違いないことが判明した。この密通に居貞は怒り、春宮坊の護衛官らに命じて頼定を蹴殺してやろうかと思ったほどだったが、共に祖父とする村上天皇の名を穢したくはないと思いとどまったという。ただし三条天皇が即位するとその在位中に頼定の昇進は一切なく、昇殿すら許されなかった。ただし、藤原行成の『権記』寛弘7年2月22日条に行成と源相公が同日に東宮（居貞親王）の御所への昇殿が許されたと記されている。当時源相公と呼ばれていたのは頼定であり、少なくてもこの段階で居貞親王は頼定を赦免していたことになり、天皇即位後の逸話が事実であったとしても綏子の件とは別の問題であったと考えられる。なお、綏子との間に生まれた男子は後に寺に預けられ僧となった頼賢だという。
その後頼定は、今度は一条天皇の崩御後孤閨を託っていた承香殿女御・藤原元子と密かに情を交わし始める。これを元子の父・右大臣藤原顕光に直接見つけられ発覚する。怒った顕光は手ずから元子の髪を切って出家を強制させるも関係は続き、顕光は娘を勘当するが、元子は夜蔭にまぎれて頼定の許に走り、遂に二女を儲けたという話が『栄花物語』ほか諸書に見える。『御堂関白記』には元子が頼定の「妾」だと記されており、顕光には一条天皇の女御となり従二位に叙されまでした元子を、位階では下位、廟堂では末席、そして既に妻子持ちの頼定に妾同然にされてしまったことが許しがたい屈辱だったことが窺える。
この元子との密通が発覚した後、頼定と正室との関係がどうなったのかは不明だが、『小右記』には元子が「故兵衛督室」と記されていることから、地位も家柄もはるかに高かった元子の方が実質的に「北の方」と見なされていたことが分かる。ただし頼定の死去後その遺体は正室の実家である橘氏と縁の深い弥勒寺に運ばれているので、正室との縁も生涯切れていなかったことが分かる。
```
村上天皇 (62) ━┯ 冷泉天皇 (63) ━┯ 花山天皇 (65) 
　　　　        　  ┃ 　　　　        　  ┗ 三条天皇 (67) 
　　　　        　  ┃　　　　　　　　　　　║
　　　　        　  ┃ 　　　　        　  　 藤原綏子(二位尚侍)
　　　　        　  ┃　　　　　　　　　　　╎
　　　　 　         ┝ 為平親王  ━━━━  源頼定
　　　　        　  ┃　　　　　　　　　　　╎
　　　　        　  ┃ 　　　　        　  　 藤原元子 (承香殿女御)
　　　　        　  ┃　　　　　　　　　　　║
　　　         　 　┗ 円融天皇 (64) ━━ 一条天皇 (66) 

```

## 官歴
- 永祚2年（990年） 正月7日：従四位下（直叙）
- 正暦3年（992年） 8月28日：弾正大弼
- 正暦4年（993年） 11月15日：昇殿
- 長徳2年（996年） 4月24日：勘事[10]
- 長徳4年（998年） 10月22日：右近衛中将
- 長保元年（999年） 正月30日：備前守
- 長保3年（1001年） 正月24日：従四位上。8月25日：左近衛中将
- 長保6年（1004年） 正月24日：大和権守
- 寛弘2年（1005年） 6月19日：蔵人頭
- 寛弘3年（1006年） 正月28日：美作守
- 寛弘5年（1008年） 正月7日：正四位下（中将労）
- 寛弘6年（1009年） 3月20日：参議
- 寛弘7年（1010年） 2月16日：伊予権守
- 長和5年（1016年） 2月6日：従三位。10月10日：備中権守。11月14日：正三位
- 長和6年（1017年） 1月24日：勘解由長官。4月3日：左兵衛督
- 寛仁4年（1020年） 4月22日：検非違使別当。6月8日：出家。6月11日：薨去

## 系譜
- 父：為平親王
- 母：源高明の娘
- 妻：藤原元子（藤原顕光の娘） - もと一条天皇女御
  - 女子：藤原嫄子（1014?-?） - 御匣殿[11]
  - 女子：
- 妻：橘輔政の娘
  - 男子：源定季（?-1042）
- （生母：藤原綏子）
  - 男子：頼賢[12][13][14]（1002-?） - 大僧都